# Marvin González
Marvin René González Leiva (El Refugio, 17 de abril de 1982) es un exfutbolista salvadoreño. Jugaba de defensa y su último equipo fue Santa Tecla Fútbol Club.

## Trayectoria
Inició su carrera en las reservas del equipo  FAS de la ciudad de Santa Ana, en el que debutó a nivel profesional en el año 2001. Con el conjunto tigrillo, González logró seis títulos (Clausura 2002, Apertura 2002, Apertura 2003, Apertura 2004, Clausura 2005, y Apertura 2009). Posteriormente, militó en Águila los torneos Apertura 2010, y Clausura 2011; y retornó a  FAS el Torneo Apertura 2011.
Después de obtener el subcampeonato del Torneo Clausura 2013, González finalizó otra etapa con el FAS y firmó para el Santa Tecla F.C.

### Selección nacional
A nivel de selección nacional, fue de selecciones menores de 17, 20 y 23 años, y con el combinado mayor desde el año 2002, con participaciones en las Clasificaciones de Concacaf para las Copas Mundiales de Fútbol de 2006 y  2010. Totalizó veintidós juegos en eliminatorias.
Asimismo, estuvo presente en la Copa de Oro de la Concacaf 2003, 2009, y 2011; y Copas UNCAF de 2003, 2005, 2009; y también la Copa Centroamericana 2011.
En enero de 2011 fue designado como capitán de la selección cuscatleca.

### Suspensión de por vida
El 20 de septiembre de 2013, la Federación Salvadoreña de Fútbol le suspendió de por vida de toda actividad relacionada con este deporte, al haber sido declarado culpable de amaños en juegos de la selección nacional junto a otros trece futbolistas en una investigación que duró alrededor de 3 años en la que se contó con testimonios e investigaciones incluso de la fiscalía curiosamente la prueba más irrefutable se dio en dos casos que involucraban a González en el partido de las eliminatorias Sudáfrica 2010 México versus El Salvador cuando la selección salvadoreña estaba haciendo un excelente trabajo contra el equipo local en el Estadio Azteca Marvin anotó un sospechoso autogol y después le dio un totalmente raro pase a gol a Palencia días más tarde cuando la Selección guanaca realizaba un excelente partido de 1 a 1 contra Estados Unidos Gonzalez sospechosamente le otorgó la pelota en el último segundo del partido a Clint dempsey para el dos a uno.

## Clubes
| Club                    | País        | Año       | Partidos | Goles |
| ----------------------- | ----------- | --------- | -------- | ----- |
| Club Deportivo FAS      | El Salvador | 2001-2010 |          |       |
| Club Deportivo Águila   | El Salvador | 2010-2011 | 34       | 1     |
| Club Deportivo FAS      | El Salvador | 2011-2013 | 57       | 0     |
| Santa Tecla Fútbol Club | El Salvador | 2013      | 4        | 0     |

## Palmarés

### Trofeos nacionales
| Título          | Club | País        | Año  |
| --------------- | ---- | ----------- | ---- |
| Torneo Clausura | FAS  | El Salvador | 2002 |
| Torneo Apertura | FAS  | El Salvador | 2002 |
| Torneo Apertura | FAS  | El Salvador | 2003 |
| Torneo Apertura | FAS  | El Salvador | 2004 |
| Torneo Clausura | FAS  | El Salvador | 2005 |
| Torneo Apertura | FAS  | El Salvador | 2009 |